# Villa Marmori
La Villa Marmori es una villa, considerada comúnmente uno de los ejemplos más exitosos, aunque tardíos, de la arquitectura liberty en La Spezia.

## Descripción
Llamada más propiamente Marmori Ceretti, está situada en Via XX Settembre, en el corazón de la zona residencial que se desarrolló con el plan maestro de finales del siglo XIX. 
Su diseño (1923) se debe a Franco Oliva, arquitecto muy activo en La Spezia en la primera mitad del siglo XX. 
La villa refleja el gusto de la burguesía urbana de la época: planificada hasta el más mínimo detalle, el edificio es un ejemplo de arte total , un concepto por el cual el arquitecto debe extender su proyecto a todo el edificio, desde su disposición arquitectónica hasta el diseño de los muebles, los tiradores de las puertas, los juegos de cubiertos y cada accesorio de uso.Los clientes compraron esculturas de Giuseppe Grandi y pinturas de Augusto Ferri y Antonio Discovolo y llamaron a los mejores artistas para decorar la villa. Son de destacar las vidrieras policromadas de Giovanni Beltrami, de claro gusto art déco Los frescos son obra del pintor Luigi Agretti. Tanto los suelos como los accesorios constituyen todavía hoy un ejemplo del arte de la ebanistería. La puerta, la reja y los candelabros  son obra del lombardo Alessandro Mazzucotelli.
Desde 1984 alberga el Conservatorio Giacomo Puccini.